# Église Saint-Martin de Prez
L'église Saint-Martin de Prez est une église fortifiée de Thiérache située à Prez, en France. 

## Description
Le plan de cette église s'organise autour d'une longue nef, d'un chevet polygonal et de deux chapelles flanquantes, à l'entrée du chœur, formant saillie à l'extérieur, comme un transept. Le chœur à combles surélevés a été construit pour que ces combles servent de salle-refuge. Une tourelle est accolée au bâtiment, côté sud, et garnie de meurtrières. Les pierres sont soigneusement taillées en moellons. Le portail de style gothique a probablement été mis en place après les fortifications. À sa gauche se trouve une ancienne porte plus facile à défendre.
À l'intérieur, les décorations du chœur datent du XVIIIe siècle, comme le maître-autel à baldaquin. Le lambris est en marbre. Ce maître-autel, avec retable et tabernacle, représente la Nativité avec quatre colonnes de marbre soutenant l'entablement du baldaquin orné de deux statues de Joseph et Marie agenouillés et priant et des décors en stuc. Les statues de saint Pierre et saint Martin, en pierre, datent, elles aussi, du XVIIIe siècle. À noter également la statue de bois de la Vierge à l'Enfant. .

## Localisation
L'église est située sur la commune de Prez, dans le département français des Ardennes, dans un territoire légèrement vallonné. La rue de l'église débouche dans la rue de la fontaine, qui conduit à un petit cours d'eau, l'Aube.

## Historique
Le chevet s'appuie probablement sur des bases du XIIe siècle. La nef est du XVe siècle. Les fortifications et notamment la création de la tour ronde, desservant la tour-porche et une salle de défense datent du XVIe siècle,. 

### Site du Ministère français de la Culture
- Ministère de la culture, Médiathèque de l'architecture et du patrimoine (objets mobiliers),, « Prez ; église Saint-Martin ;  maître-autel, baldaquin et groupe de la Nativité, marbre et bois, vers 1730 », 1994 (consulté le 23 septembre 2012).
- Ministère de la culture, Médiathèque de l'architecture et du patrimoine (objets mobiliers),, « Prez ; église Saint-Martin ; statue de saint Martin et statue de saint Pierre, pierre », 1994 (consulté le 23 septembre 2012).
- Ministère de la culture, Médiathèque de l'architecture et du patrimoine (objets mobiliers),, « Prez ; église Saint-Martin ; statue de Vierge à l’enfant, bois », 1994 (consulté le 23 septembre 2012).